# Akira Ōnuki
Akira Ōnuki (大貫曜?, Ōnuki Akira; ...) è un ex giocatore di football americano giapponese che ha giocato come safety.